# Kallin
Kallin – miasto w Egipcie, w muhafazie Kafr asz-Szajch. W 2006 roku liczyło 35 033 mieszkańców.